# Helen Blanchard
Helen Augusta Blanchard (25 de octubre de 1840 -12 de enero de 1922) fue una inventora estadounidense que recibió 28 patentes entre 1873 y 1915. Era conocida por sus numerosos inventos relacionados con las máquinas de coser y la tecnología de la costura.

## Biografía
Blanchard nació en Portland, Maine el 25 de octubre de 1840 en una familia adinerada. Su padre era Nathaniel Blanchard, armador y empresario y su madre Phoebe Buxton Blanchard. Fue una de los seis hijos; tuvieron dos hijas, Louise Phobe y Persis E., y tres hijos, David H., Augustus y Albus. Blanchard demostró una mentalidad inventiva a una edad temprana, pero no recibió su primera patente hasta que cumplió los treinta años, después de la caída del negocio de su padre. No hay indicios de que haya recibido educación mecánica o técnica, a pesar de que sus patentes se refieren principalmente a estos temas.

### Primeras invenciones y mudanza a Boston en 1870
Como resultado del pánico empresarial de 1866 su padre sufrió pérdidas económicas lo que resultó en la pérdida de la propiedad familiar. Nathaniel murió, dejando a su familia con problemas económicos.  Blanchard se mudó a Boston, Massachusetts y patentó varios inventos relacionados con las máquinas de coser en 1873 y 1875. : 518  Lo que incluía la máquina de sobrecostura Blanchard, que podía coser y recortar simultáneamente tejidos de punto.

### Filadelfia y Nueva York – finales de 1870–1890
Después de desarrollar técnicas de costura en zigzag y sobrecosturas, Blanchard se mudó a Filadelfia, donde estableció Blanchard Overseaming Company de Filadelfia para comercializar sus inventos a finales de la década de 1870 o principios de la de 1880. También fundó Blanchard Hosiery Machine Company en 1882. Después se mudó a Nueva York a principios de la década de 1890 y continuó patentando una variedad de inventos, incluido un sacapuntas y una máquina de coser sombreros. : 520 

### Legado
Habiéndose beneficiado de sus empresas comerciales, Blanchard pudo recomprar la propiedad familiar en Portland y se mudó allí en 1901. Continuó patentando inventos hasta que sufrió un derrame cerebral en 1916. 
Murió en Providence, RI, en 1922 y está enterrada en la parcela familiar en el Evergreen Cemetery de Portland. . : 520  No está claro qué pasó con su propiedad y riqueza después de su muerte. Sin embargo, fue incluida en el Salón de la Fama de los Inventores Nacionales en 2006.

## Patentes
Helen Blanchard recibió 28 patentes durante aproximadamente 45 años, 22 de las cuales se referían a máquinas de coser y coser. Muchos de estos inventos han sido referenciados por otros inventores en sus propios diseños.
1873-Mejoras en Máquinas de coser
- Este invento creó una manera de formar una puntada de ojal, o una puntada en zig-zag, que cuando se usa para cerrar una costura le da fuerza a la pieza. La puntada se puede variar de varias formas diferentes, como variando la profundidad de la aguja. La máquina de coser original con esta adaptación se encuentra actualmente en el Museo Nacional Smithsonian de Historia Estadounidense .

1875- Mejora de costuras elásticas para prendas 
- Esta invención es un método de cosido que produce una fuerte puntada elástica con mínimas alteraciones en el material utilizado en el proceso además de ajustar la tensión de la tela.

1875- Mejora de la cornada elástica para zapatos 
- Esta invención es una forma de fortalecer los zapatos reforzando la cornada manteniendo juntas las piezas del zapato. Se utiliza una serie de hileras de puntadas hechas de una hebra de hilo regular y un hilo de goma para crear un tipo de cornada que podría soportar más movimiento en comparación con el método anterior.

1876- Mejora en Welted y Cubrió Seams
- Esta invención es un método para el cual dos bordes de material, una vez cosidos juntos para formar una costura, podrían alisarse. Esto se puede hacer insertando un ribete o cosiendo una tira sobre la costura.

1883- Caja de carrete 
- Esta invención es una funda simple para carretes de seda, algodón, hilo u otro material, que protege el carrete de ensuciarse, dañarse o desenrollarse.

1893- Método de Asegurar Reeds o Cordones a los Bordes de Materiales
- Esta invención es un método para asegurar cañas o cordones a los bordes de materiales, especialmente sujetar cañas a bandas para el sudor de sombreros. Esto se hace doblando los bordes del material alrededor de la caña o el cordón antes de coser.

1893- Costura-Aguja
- Esta invención es una mejora de la aguja de coser, al hacer posible enhebrar la aguja con una mano para mayor eficiencia. Esto se hace agregando un pestillo que permite que la aguja se abra, lo que le permite al usuario colocar el hilo en la ranura en lugar de enhebrarlo por un agujero.

1894- Aguja Quirúrgica
- Esta invención es una mejora de las agujas quirúrgicas anteriores. La aguja tiene una punta de lanceta que le permite perforar la piel fácilmente con una resistencia mínima y, por lo tanto, menos dolor para el paciente. La muesca en la parte posterior de la aguja permite que el hilo se desconecte de la aguja simplemente retirándolo de la piel.

1900- Aguja de máquina de coser 
- Esta invención es un tipo de aguja usada en máquinas de coser donde se usa uno o más hilos para formar puntadas. La aguja tiene la capacidad de perforar los artículos que se van a coser y contiene una muesca que suministra otro hilo para crear la puntada.

1901- Costura para artículos cosidos 
- Esta invención es una forma de conectar dos bordes de material, específicamente tejidos de punto, y un borde superior. Este método utiliza una serie de bucles hechos de un solo hilo que atraviesa los dos bordes del material para crear una costura.

1901- Máquina de coser sombreros 
- Esta invención es una adaptación a la máquina de coser que le permite coser un punto de cadena común con un hilo para coser bandas para el sudor y tiras de lino en el borde interior del sombrero. Anteriormente, este trabajo se hacía a mano, por lo que esta máquina aumentaba la tasa de producción al simplificar el trabajo necesario.

1914- Método de Selvage coser 
- Esta invención es un método para unir principalmente los bordes de artículos de punto de orillo, pero también puede usarse con otras telas para usos decorativos. Este método ayuda a suavizar los rizos en la tela y ayuda a crear una costura plana que antes no era posible.